# يوسف ناسي
الدون جوزيف ناسي (ويعرف أيضا باسم خواو ميكاس ودوم جواو ميغاس مينديز بالبرتغالية، جوزيبي ناسي باللغة الإيطالية، ويوسف ناسي في التركية العثمانية)؛ (1524، البرتغال - 1579، القسطنطينية) دبلوماسي وإداري سفاردي برتغالي، وعضو في عائلة مينديز/ بينفينيست، وابن شقيق دونا جراسيا مينديز ناسي، وشخصية مؤثرة في الإمبراطورية العثمانية خلال حكم السلطان سليمان القانوني وابنه سليم الثاني، وكان محسنًا كبيرًا للشعب اليهودي.
كأحد يهود البلاط، تم تعيينه سيدًا لطبريا، بهدف صريح يتمثل في إعادة توطين اليهود في سوريا العثمانية وتشجيع الصناعة هناك؛ لكن المحاولة فشلت، وعين لاحقًا دوقًا لناكسوس. تسبب ناسي بالحرب مع جمهورية البندقية، التي فقدت فيها البنقية جزيرة قبرص لصالح العثمانيين. بعد وفاة سليم الثاني، فقد نفوذه في البلاط العثماني، ولكن سُمح له بالاحتفاظ بألقابه ومعاشه طوال الفترة المتبقية من حياته.

## النشأة
ولد يوسف ناسي في البرتغال بصفته كمارانو (ممارس لليهودية سرا)، وهو ابن الطبيب أغوستينو ميكاس (؟ -1525)، وهو طبيب وأستاذ معروف في جامعة لشبونة. صديق لماكسيميليان، ابن شقيق ملك تشارلز الأول هابسبورغ. هرب إلى البرتغال بعد أن قرر تشارلز مصادرة ثروة مينديز، وبعد أن بدأت محاكم التفتيش العمل ضد المارانوس البرتغاليين عام 1546، انتقل إلى أنتويرب في هولندا هابسبورغ، مع عمته الدونا جراسيا مينديز ناسي. درس في جامعة لوفان، لكنه اضطر إلى الفرار من محاكم التفتيش عام 1547، ثم انتقل إلى فرنسا ثم إلى البندقية، قبل أن يغادر أخيرًا إلى المملكة العثمانية في عام 1554، حيث تزوج من آنا (رينا) مينديز ، ابنة عمته جراسيا مينديز ناسي.

## البلاط العثماني
عندما وصل إلى القسطنطينية مع عمته جراسيا مينديز ناسي، اتخذ ناسي قرارًا جيدًا بدعم السلطان المستقبلي سليم الثاني ضد أخيه منافسه بايزيد؛ ونتيجة لذلك، كان مفضلًا من قِبل السراي، وأصبح في النهاية دبلوماسيًا ووزيرًا رفيع المستوى.
بسبب علاقاته التجارية في أوروبا، كان قادرًا على أن يمارس تأثيرًا كبيرًا على السياسة الخارجية العثمانية. ومن بين إنجازاته التفاوض على السلام مع بولندا والتأثير على الانتخابات الجديدة للملك البولندي. حصل على احتكار تجارة شمع العسل مع بولندا، وتجارة النبيذ مع مولدافيا التي ناور فيها لإبقاء الأمراء مؤيدين لسياساته في السلطة. في عام 1561، دعم ناسي إيوان ياكوب هيراكليد للحكم باعتباره مستبدًا، وأيد عودة أليكساندرو لابوشنيانو إلى العرش بدلاً من ستيفان تومشا (1564)، وأيد في النهاية جون الثالث (1572)؛ واعتبر هو نفسه اختيارًا مناسبًا كهوسبودار إما لمولدافيا أو الأفلاق عام 1571، لكن سليم الثاني رفض الاقتراح.
خلال الحرب بين العثمانيين وجمهورية البندقية، تم الكشف عن مفاوضات ناسي مع الجالية اليهودية في قبرص التي تحكمها البندقية، ونتيجة لذلك، فإن السكان اليهود من فاماغوستا (باستثناء اليهود الذين كانوا من سكان المدينة الأصليين) تم طردهم في يونيو 1568 (انظر تاريخ اليهود في قبرص)، ويُعتقد أنه كان يعتزم أن تكون أجزاء من قبرص مستعمرة يهودية وشجع الضم العثماني لقبرص في الحرب إلى تلك الغاية؛ حصل من سليم على شعار النبالة في أشار إلى أنه سيحصل على رتبة نائب الملك في تلك المستعمرة. تم اعتقال إبراهام بينفينيست قريب ناسي عام 1570 بتهمة إضرام النار في ترسانة البندقية بتحريض منه.
للحفاظ على الاتصالات مع ويليام الصامت، شجع ناسي هولندا على التمرد ضد إسبانيا، العدو الرئيسي للإمبراطورية العثمانية (تم تنفيذ التمرد في نهاية المطاف من قبل اتحاد أوترخت، في بداية حرب الثمانين عامًا ). لهذا الإنجازات وغيرها، تم تعيينه من قبل سليم ليصبح دوق ناكسوس؛ كما أصبح في وقت لاحق كونت أندروس. حكم ناسي الدوقية بشكل أساسي بتمثيل من فرانشيسكو كورونيلو من قصره في بلفيدير، حيث حافظ فيه أيضا على مطبعته العبرية، التي احتفظت بها زوجته دونا رينا بعد وفاته.

## استيطان طبريا
يشتهر يوسف ناسي في التاريخ لمحاولته إعادة توطين مدينتي طبريا وصفد في عام 1561، فكان أول شخص يحاول توطين اليهود في مدن ما كان جنوب سوريا آنذاك بوسائل عملية، بدلاً من في انتظار الماشيح حسب العقيدة اليهودية. حصل ناسي على السلطة الحاكمة من السلطان، وبمساعدة يوسف بن أدروث، أعاد بناء الجدران والمدينة. حاول أيضًا تحويلها إلى مركز للنسيج (الحرير) عن طريق زراعة أشجار التوت وتشجيع الحرفيين على الانتقال إلى هناك. تم اتخاذ ترتيبات لصالح اليهود للانتقال من الولايات البابوية، ولكن تحارب ذهب العثمانيون وجمهورية البندقية إلى الحرب، تم التخلي عن الخطة.

## وصلات خارجية
- السيرة الذاتية في المكتبة الافتراضية اليهودية
- سيرة قصيرة دون يوسف ناسي - دوق ناكسوس